# Adélaïde-Marie Champion de Cicé
Adélaïde-Marie Champion de Cicé (Rennes, 5 novembre 1749 – Parigi, 26 aprile 1818) è stata una religiosa francese.

## Biografia
È la dodicesima figlia di una famiglia nobile originaria di Bruz, in Bretagna. Sentendo l'attrattiva della vita consacrata a Dio, sui vent'anni entra nel Noviziato della Visitazione a Rennes. Ma si sente chiamata a occuparsi dei poveri oltre che a condurre una vita di preghiera: perciò lascia la Visitazione. 
Concludendo un ritiro spirituale alla fine del 1776 scrive il "Piano di una Pia Società": un gruppo di donne farebbe vita comune pronunciando i voti religiosi, ma senza portare un abito particolare; nella loro giornata avrebbero posto la preghiera in comune e le opere di carità: "potranno dedicarsi alla cura dei malati, sia in casa che fuori (sarebbe desiderabile sistemarsi in modo da avere sempre dei poveri presso di sé) o ad altre opere buone". Tuttavia, per tredici anni vive con sua madre e la cura. A trent'anni, libera di se' dopo la morte della madre, si dedica ai poveri. Dandosi senza risparmio, finisce per ammalarsi di tubercolosi. Va a curarsi a Dinan e qui, nella casa delle Orsoline di cui è il confessore, il 4 agosto 1787 incontra il p. Pierre-Joseph Picot de Clorivière. Gli parla del suo progetto. Egli la manda dalle Figlie della Croce, religiose di Saint-Servan-sur-Mer, perché faccia esperienza della vita consacrata. 
La svolta della sua vita avviene in pieno clima rivoluzionario, quando il p. de Clorivière la mette a parte della sua ispirazione, avuta il 19 luglio 1790 “come in un batter d'occhio”: una società di vita consacrata (con i tre voti religiosi di povertà, castità e obbedienza) i cui membri non abbiano né abito uniforme né clausura e si dedichino alla preghiera e a qualunque opera buona che le circostanze indichino come necessaria; questa forma di vita conserverebbe al mondo il bene inestimabile della vita consacrata anche in tempi difficili, anche "all'insaputa dei popoli e loro malgrado". Il 2 febbraio 1791 il P. de Clorivière con altri otto sacerdoti e un laico a Montmartre e una decina di donne sparse tra Parigi e la Bretagna pronunziano lo stesso atto d'offerta. Nascono la Società del Cuore di Gesù e la Società del Cuore di Maria. 
Il 30 aprile 1791 il Padre la chiama a Parigi e Adelaide lo raggiunge. Nascondendosi, cambiando spesso casa, e durante il Regime del Terrore in assoluta clandestinità, lei e le sue compagne curano gli ammalati, aiutano i poveri, assistono i preti che devono nascondersi non avendo voluto giurare fedeltà alla costituzione civile del clero, che ne avrebbe fatto degli impiegati statali. Il 19 gennaio 1801 viene arrestata e incarcerata con l'accusa di aver procurato alloggio a un certo Carbon, rientrato in Francia ma privo del permesso di soggiorno e sospettato di aver partecipato al complotto della macchina infernale contro Napoleone; nell'aprile successivo è processata e assolta e torna libera. Dal 1804 al 1809 segue le due Società facendo il tramite con il p. de Clorivière carcerato. Si dedica, negli anni successivi, al suo compito di Superiora della Società delle Figlie del Cuore di Maria. 
Muore a Parigi il 26 aprile 1818, mentre è in adorazione del Santissimo Sacramento.